# ソウル・ステーション/パンデミック
『ソウル・ステーション/パンデミック』（原題：서울역、英題：Seoul Station）は、大韓民国のゾンビアニメ映画。脚本・監督はヨン・サンホ。
2016年度のエディンバラ国際映画祭で上映された。
同時期に劇場公開されたヨン監督の実写映画『新感染 ファイナル・エクスプレス』の前日譚に相当し、同作に登場する最初の感染者を演じているシム・ウンギョンが、本作ではヒロインのヘスンの声を演じている。

## 概要
監督のヨン・サンホは、ソウル駅という韓国の経済発展の象徴と、その波に乗れなかった人たち（ホームレス）を主軸として、本作を作り始めた。元々は短編となるはずであったが、長編アニメーションとして制作された。
本作の製作中にネクスト・エンターテインメント・ワールドから実写としてリメイクしてみないかという具体的な話を受け、どうせやるのならば別の話を作ろうということで『新感染』が製作されることとなった。ただし、最終的な完成・公開は『新感染』が先行している。

## あらすじ
夕刻のソウル駅前を、首から血を流した老人が歩いていた。周囲の人々は助けようかと思うが、それがホームレスだと分かるとすぐさま軽蔑する始末であった。老人の弟は助けを求めて警察や病院を巡るが、公的機関すらまともに取り扱おうとはしなかった。そして、弟の努力の甲斐も虚しく、ソウル駅の地下通路にて老人は絶命してしまう。
ソウルのとある場所。元風俗嬢のヘソンは、彼氏のキウンに勝手に売春サイトに顔写真をアップロードされたことを知って激昂し、その怒りを鎮めるために一人で遊歩していた。一方、キウンのもとにヘソンの父を名乗る中年男性から電話があり、娘と早く再会させろと迫られる。ヘソンが歩いていると、近くで悲鳴が上がる。先ほど絶命した老人は、ゾンビとなって人々を襲っていた。やがて、ソウル中に感染が広がっていき、警察も大韓民国軍も機能を失っていく。

## キャスト
- ヘソン - シム・ウンギョン（白石涼子）[9]
- キウン - イ・ジュン（前野智昭）[9]
- ソッギウ - リュ・スンリョン（辻親八）[9]
- イサン - キム・ジェロク（多田野曜平）[9][注釈 1]
- キム - チャン・ヒョクジン（宮崎敦吉）